# ルティ・ジョスコビッツ
ルティ・ジョスコビッツ（Routie Joskowicz 1949年 - ）はイスラエル生まれの評論家、フランス語講師。一橋大学・和光大学の各非常勤講師。別名、広河ルティ。ジャーナリスト広河隆一の元妻。本名、Ruth Joskowicz。
ホロコーストを逃れてフランス経由でイスラエルに移住したポーランド出身のユダヤ人を両親に持ち、熱烈なシオニズム教育を受けて育つ。1953年、フランスのパリに一家で移住。1968年、姉たちを追ってイスラエルに戻る。このときイスラエル北部のキブツであるキブツ・ダリヤで戦場カメラマンの広河隆一に出会い、広河の影響を受けて反シオニストとなる。
1970年3月から3ヶ月パリに滞在した後、日本に移住。フランス語講師となる。1981年、フランス国籍を離脱した上でルット・ジョスコビッツ・広河として日本国籍取得を申請するも法務省により「同化不十分」という理由で却下され、無国籍となる。
みずからのルーツを見つめた評論『私のなかの「ユダヤ人」』により、1982年、「集英社プレイボーイ・ドキュメント･ファイル大賞」受賞。
広河隆一との間に二子をもうけたが、離婚した。子供の一人である女性のタミイ J. 広河（別名義・民）は画家で、パーカッション奏者としても活動している。

## 著書
- 『私のなかの「ユダヤ人」』（集英社、1982年。三一書房、1989年。増補新版、現代企画室、2007年）

## その他
- 映画『ルート181』日本語字幕編集監修